# Bayeux-tapetet
Bayeux-tapetet [bajø] er et halv meter højt og 70 meter langt vægtæppe broderet med uldgarn på hørlærred. Det illustrerer normanneren Vilhelm Erobrerens erobring af England, da han vandt over Harold Godwinson i slaget ved Hastings i oktober 1066.
Bayeux-tapetet blev sandsynligvis fremstillet på ordre af biskop Odo af Bayeux, Vilhelms halvbror og en tid vicekonge i England. Det er muligvis fremstillet i England, og er et af ganske få billedtæpper, som har overlevet siden middelalderen, nok fordi det lå sammenrullet i en lufttæt blykasse og kun blev ophængt i domkirken i Bayeux i Normandiet ved særlige lejligheder.
Hensigten med den lange billedfrise er klart propagandistisk. Det var datidens fornemste billedmedie, henvendt til biskop Odos gæster.
Bayeux-tæppet er bevaret gennem hungersnød, borgerkrige, pest, revolution og to verdenskrige, og kan ses i et særligt museum i Bayeux.
En nøjagtig kopi blev færdig i 1886 og hænger på museet i Reading England. I Danmark findes en skildring på Frederiksborg. Bayeux Gruppen, en del af Vikingegruppen Lindholm Høje i Aalborg, arbejdede fra 2000 på en nøjagtig kopi, syet i den originale teknik og med plantefarvede garner. Kopien er udstillet permanent på Børglum Kloster.

## Historiografi
I fransk overlevering blev det antaget, at Vilhelm Erobrerens dronning Matilda af Flandern og hendes hofdamer broderede tæppet. I 1900 antog historikerne, at tæppet blev bestilt af biskop Odo.
På tæppet ses to soldater, der har kønslig omgang. I 1800-tallet formodede historikere, at der var tale om en form for perverteret afgudsdyrkelse, hvilket en af ophavsmændene skulle have skjult i sympati med den slagne fjende. I 1926 konstaterede andre, at der højest sandsynligt var tale om en langt senere forfalskning.

## I moderne kunst
Den danske billedkunstner Susanne Thea har skabt en "Parafrase over Bayeux-tapetet" bestående af 90 unikke kobberætsninger med en længde på 72 m. Parafrasen har været udstillet i Rundetårn, København, på National Print Museum, Dublin, samtidig med Havhingsten fra Glendaloughs rejse og på Museum of Printing History, Houston. Susanne Thea er også forfatter og har skrevet bogen Parafrase over Bayeux tapetet – Paraphrase of the Bayeux Tapestry, hvor hele historien bag slaget ved Hastings 1066 er genfortalt og illustreret med kunstnerisk frihed. Bogen udkom september 2011 og er tekstet på dansk og engelsk.
Fremstillingen af billedtæppet er omdrejningspunktet i Lars-Henrik Olsens roman Dværgen fra Normandiet fra 1988.

## Dansk oversættelse af den latinske tekst
Oversættelsen er ordret, for at vise enkeltheden i den latinske tekst.
| Scene | Tekst | Oversættelse                                                                                                 | Bildede                     |  |
| ----- | --- | --- | --------------------------- |  |
| 1.    | EDWARD[US] REX | Kong Edvard                                                                                                  |                             |  |
| 2.    | UBI HAROLD DUX ANGLORUM ET SUI MILITES EQUITANT AD BOSHAM ECCLESIA[M]                                                            | Hvor Harald, englændernes jarl og hans følge rider til Bosham kirke.                                         |                             |  |
| 4.    | HIC HAROLD MARE NAVIGAVIT | Her sejlede Harald på havet                                                                                  |                             |  |
| 5.    | ET VELIS VENTO PLENIS VENIT IN TERRA WIDONIS COMITIS                                                                             | og kom for fulde sejl til grev Guys land                                                                     |                             |  |
| 6.    | HAROLD | Harald | Detaljer i højere opløsning |  |
| 7.    | HIC APPREHENDIT WIDO HAROLDU[M]                                                                                                  | Her pågriber Guy Harald                                                                                      |                             |  |
| 8.    | ET DUXIT EUM AD BELREM ET IBI EUM TENUIT                                                                                         | og fører ham til Beaurain og holder ham der.                                                                 |                             |  |
| 9.    | UBI HAROLD ET WIDO PARABOLANT | Hvor Harald og Guy forhandler                                                                                |                             |  |
| 10.   | UBI NUNTII WILLELMI DUCIS VENERUNT AD WIDONE[M]                                                                                  | Hvor hertug Vilhelms udsendinge kommer til Guy                                                               |                             |  |
| 10.   | TUROLD | Turold |                             |  |
| 11.   | NUNTII WILLELMI | Vilhelms udsendinge                                                                                          |                             |  |
| 12.   | HIC VENIT NUNTIUS AD WILGELMUM DUCEM                                                                                             | her kommer gesandten til hertug Vilhelm                                                                      |                             |  |
| 13.   | HIC WIDO ADDUXIT HAROLDUM AD WILGELMUM NORMANNORUM DUCEM                                                                         | Guy fører Harald til normannernes hertug, Vilhelm                                                            |                             |  |
| 14.   | HIC DUX WILGELM CUM HAROLDO VENIT AD PALATIU[M] SUU[M]                                                                           | Her kommer hertug Vilhelm til sit palads sammen med Harald                                                   |                             |  |
| 15.   | UBI UNUS CLERICUS ET AELFGYVA | Hvor en klerk og Ælfgyva...                                                                                  | Detaljer i højere opløsning |  |
| 16.   | HIC WILLEM[US] DUX ET EXERCITUS EIUS VENERUNT AD MONTE[M] MICHAELIS                                                              | Her ankommer hertug Vilhelm og hans hær tilMont-Saint-Michel                                                 |                             |  |
| 17.   | ET HIC TRANSIERUNT FLUMEN COSNONIS                                                                                               | og her krydser de floden Cuesnon.                                                                            | Detaljer i højere opløsning |  |
| 17.   | HIC HAROLD DUX TRAHEBAT EOS DE ARENA                                                                                             | Harald jarl trækker dem op af sandet.                                                                        | Detaljer i højere opløsning |  |
| 18.   | ET VENERUNT AD DOL ET CONAN FUGA VERTIT                                                                                          | De ankommer Dol og Conan flygter                                                                             | Detaljer i højere opløsning |  |
| 18.   | REDNES | Rennes |                             |  |
| 19.   | HIC MILITES WILLELMI DUCIS PUGNANT CONTRA DINANTES                                                                               | Her kæmper hertug Vilhelms soldater mod dinantinerne,                                                        |                             |  |
| 20.   | ET CUNAN CLAVES PORREXIT | og Conan overgiver nøglerne.                                                                                 |                             |  |
| 21.   | HIC WILLELM[US] DEDIT ARMA HAROLDO                                                                                               | Her giver Vilhelm Harald våben                                                                               |                             |  |
| 22.   | HIC WILLELM[US] VENIT BAGIAS | Her kommer Vilhelm til Bayeux                                                                                |                             |  |
| 23.   | UBI HAROLD SACRAMENTUM FECIT WILLELMO DUCI                                                                                       | hvor Harald sværger troskabsed til hertug Vilhelm                                                            |                             |  |
| 24.   | HIC HAROLD DUX REVERSUS EST AD ANGLICAM TERRAM                                                                                   | Her er Harald jarl rejst tilbage til engelsk jord                                                            |                             |  |
| 25.   | ET VENIT AD EDWARDU[M] REGE[M]                                                                                                   | og kommer til kong Edvard                                                                                    |                             |  |
| 26.   | HIC PORTATUR CORPUS EADWARDI REGIS AD ECCLESIAM S[AN]C[T]I PETRI AP[OSTO]LI                                                      | Her bæres kong Edvard til St. Peter Apostelens kirke                                                         |                             |  |
| 27.   | HIC EADWARDUS REX IN LECTO ALLOQUIT FIDELES                                                                                      | Her taler kong Edvard i sengen til sine nærmeste.                                                            | Detaljer i højere opløsning |  |
| 28.   | ET HIC DEFUNCTUS EST | og her er han død                                                                                            | Detaljer i højere opløsning |  |
| 29.   | HIC DEDERUNT HAROLDO CORONA[M] REGIS                                                                                             | Her giver de kongekronen til Harald                                                                          |                             |  |
| 30.   | HIC RESIDET HAROLD REX ANGLORUM                                                                                                  | Her sidder Harald, anglernes konge.                                                                          | Detaljer i højere opløsning |  |
| 31.   | STIGANT ARCHIEP[ISCOPU]S | Ærkebiskop Stigand                                                                                           | Detaljer i højere opløsning |  |
| 32.   | ISTI MIRANT[UR] STELLA[M] | Her beundres stjernen                                                                                        |                             |  |
| 33.   | HAROLD | Harald |                             |  |
| 34.   | HIC NAVIS ANGLICA VENIT IN TERRAM WILLELMI DUCIS                                                                                 | Her kommer et engelsk skib til hertug Vilhelms land                                                          |                             |  |
| 35.   | HIC WILLELM[US] DUX JUSSIT NAVES [A]EDIFICARE                                                                                    | Her giver hertug Vilhelm ordre til bygning af skibe                                                          |                             |  |
| 36.   | HIC TRAHUNT NAVES AD MARE | Her trækker de skibene ned til havet                                                                         |                             |  |
| 37.   | ISTI PORTANT ARMAS AD NAVES ET HIC TRAHUNT CARRUM CUM VINO ET ARMIS                                                              | De bærer våben til skibene og her trækker de en kærre med vin og våben                                       |                             |  |
| 38.   | HIC WILLELM[US] DUX IN MAGNO NAVIGIO MARE TRANSIVIT ET VENIT AD PEVENESAE                                                        | Her krydser hertug Vilhelm havet i et stort skib og kommer til Pevensey                                      |                             |  |
| 39.   | HIC EXEUNT CABALLI DE NAVIBUS | Her går hestene fra borde                                                                                    |                             |  |
| 40.   | ET HIC MILITES FESTINAVERUNT HESTINGA UT CIBUM RAPERENTUR                                                                        | og her skyndte soldaterne sig til Hastings for at lægge beslag på mad                                        | Detaljer i højere opløsning |  |
| 41.   | HIC EST WADARD | Her er Wadard                                                                                                |                             |  |
| 42.   | HIC COQUITUR CARO ET HIC MINISTRAVERUNT MINISTRI                                                                                 | Her tilberedes kødet og her serverer tjenerne                                                                |                             |  |
| 43.   | HIC FECERUN[T] PRANDIUM | Her laver de morgenmad                                                                                       |                             |  |
| 43.   | HIC EPISCOPUS CIBU[M] ET POTU[M] BENEDICIT                                                                                       | og her velsigner biskoppen maden og vinen                                                                    | Detaljer i højere opløsning |  |
| 44.   | ODO EP[ISCOPU]S WILLEM[US] ROTBERT                                                                                               | Odo biskop, Vilhelm, Robert                                                                                  |                             |  |
| 45.   | ISTE JUSSIT UT FOEDERETUR CASTELLUM AT HESTENGA                                                                                  | Han gav ordre til at grave en motte ved Hastings                                                             | Detaljer i højere opløsning |  |
| 45.   | CEASTRA | lejren | Detaljer i højere opløsning |  |
| 46.   | HIC NUNTIATUM EST WILLELM[O] DE HAROLD[O]                                                                                        | Her modtager Vilhelm nyheden om Harald                                                                       |                             |  |
| 47.   | HIC DOMUS INCENDITUR | Her bliver huset sat i brand                                                                                 |                             |  |
| 48.   | HIC MILITES EXIERUNT DE HESTENGA ET VENERUNT AD PR[O]ELIUM CONTRA HAROLDUM REGE[M]                                               | Her forlader soldaterne Hastings og kommer til slaget mod kong Harald                                        | Detaljer i højere opløsning |  |
| 49.   | HIC WILLELM[US] DUX INTERROGAT VITAL[EM] SI VIDISSET HAROLDI EXERCITU[M]                                                         | Her spørger hertug Vilhelm Vital om han har set Haralds hær                                                  |                             |  |
| 50.   | ISTE NUNTIAT HAROLDUM REGE[M] DE EXERCITU WILLELMI DUCIS                                                                         | Han fortæller kong Harald om hertug Vilhelms hær                                                             |                             |  |
| 51.   | HIC WILLELM[US] DUX ALLOQUITUR SUIS MILITIBUS UT PREPAREN[T] SE VIRILITER ET SAPIENTER AD PR[O]ELIUM CONTRA ANGLORUM EXERCITU[M] | Her formaner hertug Vilhelm sine soldater til at forberede sig mandigt og klogt til slaget mod anglernes hær |                             |  |
| 52.   | HIC CECIDERUNT LEWINE ET GYRD FRATRES HAROLDI REGIS                                                                              | Her faldt Leofwine og Gyrth, kong Haralds brødre                                                             |                             |  |
| 53.   | HIC CECIDERUNT SIMUL ANGLI ET FRANCI IN PR[O]ELIO                                                                                | Her falder engelske og franske samtidigt i slaget                                                            | Detaljer i højere opløsning |  |
| 54.   | HIC ODO EP[ISCOPU]S BACULU[M] TENENS CONFORTAT PUEROS                                                                            | Her opmuntrer Odo biskop med sin stav knægtene                                                               |                             |  |
| 55.   | HIC EST WILLEL[MUS] DUX | Her er hertug Vilhelm                                                                                        |                             |  |
| 56.   | E[USTA]TIUS | Eustace | Detaljer i højere opløsning |  |
| 56.   | HIC FRANCI PUGNANT ET CECIDERUNT QUI ERANT CUM HAROLDO                                                                           | Her kæmper franskmændene og dræber dem som var med Harald                                                    |                             |  |
| 57.   | HIC HAROLD REX INTERFECTUS EST                                                                                                   | Her er kong Harald dræbt                                                                                     | Detaljer i højere opløsning |  |
| 58.   | ET FUGA VERTERUNT ANGLI | og englænderne tager flugten                                                                                 | Detaljer i højere opløsning |  |

- Haralds skib strander på kysten af Ponthieu.
- Normanniske riddere.
- Dinan i Bretagne angribes af Wilhelms folk.
- Halleys komet.
- Wilhelm.